# ドナルド・トリプレット
ドナルド・グレイ・トリプレット（Donald Gray Triplett、1933年9月8日 - 2023年6月15日）は、アメリカ合衆国ミシシッピ州出身の人物で、世界で初めて「自閉症」と診断されたことで知られている。1943年、精神科医レオ・カナーが発表した論文『情緒的接触の自閉的障害（Autistic Disturbances of Affective Contact）』において、「ケース1」として記述された。

## 生涯
1933年9月8日、ミシシッピ州フォレストに生まれる。父ビーモン・トリプレットはイェール大学ロースクールで学んだ弁護士、母メアリー・マクレイヴィ・トリプレットは高校の英語教師であり、地元の名家の出身であった。
幼少期のドナルドは、人との関わりを避け、母親の笑顔にも反応せず、呼びかけにも答えなかった。一方で、言葉を模倣する能力に長け、「トランペットバイン」や「クリサンセマム（菊）」といった単語、あるいは「ちいさなカンマをつけることができる」などのフレーズを繰り返すといった反復行動を見せた。2歳半の頃、母が一度だけ歌ったクリスマスキャロルを完璧な音程で歌い返したり、父が無作為に並べたビーズの順番を記憶するなど、卓越した記憶力や音感も示した。
当時の医療慣習により、1937年8月、ドナルドの両親は彼をミシシッピ州サナトリウム（州立の児童施設）に預けた。両親は月に2回面会に訪れ、ドナルドはしばしば無気力に、時にはほとんど動かずに日々を過ごしていたと報告されている。両親は定期的に面会を重ねた末、1938年に彼を引き取って家庭に戻し、メリーランド州ボルティモアのジョンズ・ホプキンズ病院に勤務していた精神科医レオ・カナーのもとに連れて行った。
カナーはドナルドを含む11人の子どもを観察・研究し、1943年に発表した論文において「ドナルド・T.」を「ケース1」として紹介。この論文は、後に「古典的自閉症」と呼ばれる診断概念の確立に寄与した。
診断後、故郷のフォレストに戻り、地域社会の中で比較的穏やかで満ち足りた生活を送った。フォレスト高校、イースト・セントラル・コミュニティ・カレッジを経て、ミルサップス・カレッジに進学。フランス語と数学を学び、在学中は大学友愛団体ラムダ・カイ・アルファの一員でもあった。1958年に卒業。その後、祖父が創設した地元銀行に65年間にわたり勤務した。私生活では、ゴルフを好み、地域のコーヒークラブに定期的に参加するなど、社交的な一面もあった。
2016年には、ジャーナリストのジョン・ドンヴァンとカレン・ズッカーによって、ドナルドの生涯と自閉症研究の歴史を描いた書籍『In A Different Key: The Story of Autism』が出版された。同書は2017年、ピューリッツァー賞の一般ノンフィクション部門において最終候補作品に選ばれた。また、2020年には同書を原作としたドキュメンタリー映画『In A Different Key』が公開された。
2023年6月15日、ミシシッピ州フォレストの自宅にて、癌のため死去した。享年89歳。